# Рада адвокатів України
Рада адвокатів України — діє у системі органів Національної асоціації адвокатів України, є національним органом адвокатського самоврядування, на який державою покладено виконання у період між з'їздами адвокатів України публічно-представницьких функцій недержавного самоврядного інституту, що забезпечує здійснення захисту, представництва та надання правової допомоги на професійній основі адвокатури України.
Рада адвокатів України підконтрольна і підзвітна з'їзду адвокатів України.

## Загальна характеристика
Рада адвокатів України не має статусу юридичної особи. До складу Ради адвокатів України входить тридцять членів-адвокатів, стаж адвокатської діяльності яких становить не менше п'яти років: по одному представнику від кожного регіону, які обираються конференцією адвокатів регіону, а також голова та два заступники голови Ради адвокатів України, які обираються з'їздом адвокатів України. Секретар Ради обирається Радою адвокатів України зі складу її членів на першому засіданні шляхом відкритого голосування. Рада адвокатів України може достроково відкликати з посади секретаря Ради. Рада адвокатів України є повноважною за умови обрання не менше двох третин від її складу.
Строк повноважень голови, заступників голови, секретаря і членів Ради адвокатів України становить п'ять років. Одна й та сама особа не може бути головою, заступником голови, секретарем або членом більше ніж два строки підряд.
Права та обов'язки голови, заступника голови, секретаря, члена Ради адвокатів України:
1. зобов'язані брати участь в засіданнях Ради адвокатів України та виконувати доручення Ради адвокатів України, Голови Ради адвокатів України, видані в межах повноважень
2. можуть достроково скласти свої повноваження, які припиняються із дня подання до Ради адвокатів України відповідної заяви;
3. можуть бути достроково відкликані з посад за рішенням органу адвокатського самоврядування, який обрав їх на посади, лише у разі систематичного або одноразового грубого невиконання ними своїх обов'язків.

Голова, заступник голови, секретар, член Ради адвокатів України не можуть одночасно входити до складу ради адвокатів регіону, кваліфікаційно-дисциплінарної комісії адвокатури, Вищої кваліфікаційно-дисциплінарної комісії адвокатури, ревізійної комісії адвокатів регіону, Вищої ревізійної комісії адвокатури, комісії з оцінювання якості, повноти та своєчасності надання адвокатами безоплатної правової допомоги.

## Повноваження
Рада адвокатів України відповідно до покладених на неї завдань:
1. складає порядок денний, забезпечує скликання та проведення з'їзду адвокатів України;
2. визначає квоту представництва, порядок висування та обрання делегатів конференції адвокатів регіонів, з'їзду адвокатів України;
3. забезпечує виконання рішень з'їзду адвокатів України;
4. здійснює організаційне, методичне, інформаційне забезпечення ведення Єдиного реєстру адвокатів України, здійснює контроль та координує діяльністю рад адвокатів регіонів щодо внесення відомостей до Єдиного реєстру адвокатів України та надання витягів з нього, затверджує форму витягу з Єдиного реєстру адвокатів України та Порядок ведення Єдиного реєстру адвокатів України;
5. затверджує регламент конференції адвокатів регіону, положення про раду адвокатів регіону, положення про кваліфікаційно-дисциплінарну комісію адвокатури, положення про ревізійну комісію адвокатів регіону, положення про комісію з оцінювання якості, повноти та своєчасності надання адвокатами безоплатної правової допомоги;
6. встановлює розмір та порядок сплати щорічних внесків адвокатів на забезпечення реалізації адвокатського самоврядування, забезпечує їх розподіл і використання (якщо з'їздом адвокатів України прийнято рішення про сплату щорічних внесків адвокатів на забезпечення реалізації адвокатського самоврядування та визначено напрями їх використання);
7. визначає розмір відрахувань кваліфікаційно-дисциплінарних комісій адвокатури на забезпечення діяльності Вищої кваліфікаційно-дисциплінарної комісії адвокатури;
8. сприяє діяльності рад адвокатів регіонів, координує їх діяльність;
9. сприяє забезпеченню гарантій адвокатської діяльності, захисту професійних і соціальних прав адвокатів;
10. приймає рішення про розпорядження коштами і майном Національної асоціації адвокатів України відповідно до призначень коштів і майна, визначених статутом Національної асоціації адвокатів України та рішеннями з'їзду адвокатів України;
11. розглядає скарги на рішення, дії чи бездіяльність рад адвокатів регіонів, їх голів, скасовує рішення рад адвокатів регіонів;
12. визначає друкований орган Національної асоціації адвокатів України;
13. забезпечує ведення офіційного вебсайту Національної асоціації адвокатів України;[2]